# Klub Marynarki Wojennej
Klub Marynarki Wojennej Riwiera – instytucja kultury powstała 7 lipca 1945 roku w Gdyni. Klub nosił wówczas nazwę Domu Marynarza Marynarki Wojennej. W kolejnych latach Dom Marynarza MW przeformowano na Dom Marynarki Wojennej, następnie na Klub Oficerski MW, który 29 czerwca 1950 roku rozpoczął działalność w nowej siedzibie przy ulicy Zawiszy Czarnego 1 w Gdyni (dawny Hotel "Riwiera Polska" z 1922-1924 roku, zbudowany przez lwowską spółkę celową o tej samej nazwie). Na początku lat 90. nazwę Klubu MW rozszerzono o historyczny człon "Riwiera". Ten położony w reprezentacyjnej części miasta (pomiędzy Muzeum Miasta Gdyni i Muzeum Marynarki Wojennej w Gdyni) budynek służy Klubowi Marynarki Wojennej do dziś.
Klub MW jest główną instytucją kultury Marynarki Wojennej. Priorytetowym zadaniem Klubu jest prowadzenie działalności metodyczno - instruktorskiej i środowiskowej w dziedzinach: kultury i edukacji społeczno - wychowawczej na rzecz jednostek MW, klubów garnizonowych i marynarskich, a także integrowanie środowiska wojskowego i cywilnego.